# نقص المناعة
عوز المناعة أو نقص المناعة هي الحالة التي تضعف –أو تنعدم- فيها قدرة جهاز المناعة على مقاومة الأمراض .
إن معظم حالات نقص المناعة تكون مكتسبة (نقص المناعة الثانوي) إلا أن هناك بعض الأطفال يولدون مع مشاكل في جهاز المناعة (نقص المناعة الأولي) . كما أن هناك بعض المرضى الذين يحتاجون لزراعة أعضاء فهم بالتالي قد يتناولون أدوية لتثبيط المناعة لتفادي رفض الجسم لذلك العضو، وعلى نحو آخر هناك أشخاص يعانون من نشاط مفرط في جهاز المناعة.
يكون الأشخاص منقوصي المناعة أكثر حساسية وعرضة للعدوى الانتهازية هذا بالإضافة إلى العدوى الطبيعية التي قد تصيب الأشخاص الطبيعيين.

## أنواع نقص المناعة
أولاً .. حسب الجزء المتأثر
1. نقص المناعة الخلطي :hypogammaglobulinemi ترتبط أعراضها بالمسبب لكن بشكل عام تتمثل الأعراض بنقص الغاماغلوبولين (وهو نقص نوع واحد أو أكثر من الأجسام المضادة) حيث يتجلى ذلك بأمراض متكررة غير شديدة في الجهاز Agammaglobulinemia التنفسي كما تشمل أعراض نقص المناعة الخلطي انعدام الغاماغلوبولين التي تتجلى بالأمراض الخطيرة التي غالباً ما تكون مميتة . (وهي عدم إنتاج جميع أو معظم الأجسام المضادة)
2. نقص الخلايا التائية :Acquired Immune Deficiency وهي غالباً ما تسبب اضطرابات ثانوية مثل متلازمة نقص المناعة المكتسبة Syndrome AIDS
3. نقص الخلايا البيضاء المحببة :حيث يشمل ذلك نقصان عدد –أو انعدام- هذه الخلايا مثل نقصان في عدد العدلات، كما يشمل نقص الخلايا البيضاء المحببة الانخفاض في كفاءة عمل هذه الخلايا مثل الورم الحبيبي المزمن .
4. انعدام الطحال :حيث تنعدم وظيفة الطحال .
5. نقص المتمم :حيث تضعف وظيفة الجهاز المناعي المتمم

في الواقع نقص المناعة يؤثر في أكثر من جزء مثل العوز المناعي الشديد المركب Severe Combined ImmunoDeficiency SCID(وهو نقص مناعة أولي )ومتلازمة نقص المناعة المكتسبة AIDS(وهو نقص مناعة ثانوي)

## جدول للمقارنة بين أنواع نقص المناعة اعتمادا على الأجزاء المتضررة
الجزء المتضرر	الأسباب الرئيسية 	العامل الممرض الرئيسي
نقص المناعة الخلطي	الخلايا البائية، الخلايا البلازمية أو الأجسام المضادة	-خلطي أولي
-ورم نقوي متعدد
-سرطان الدم الليمفاوي المزمن
-متلازمة نقص المناعة المكتسبة	العقدية الرئوية Streptococcus pneumonia
المستدمية النزلية Haemophilus Influenzae-
المتكيسة الرئوية الجيروفيسية Pneumocystis jiroveci
الجياردية المعوية Giardia intestinalis
الكربتوسبورديوم Cryptosporidium parvum
نقص الخلايا التائية	الخلايا التائية	-نخاع العظم وغيرها من زراعة الأعضاء
-متلازمة نقص المناعة المكتسبة
-العلاج الكيميائي للسرطان
-الورم اللمفي
-العلاج القشراني السكري	العائل الداخل الخلوي مثل :
فيروس العقبول البسيط herpes simplex virus HSV
المتفطرة mycobacterium
Listeria
الفطريات الداخل خلوية
نقص العدلات	العدلات	-العلاج الكيميائي
-زراعة نخاع العظم
-انعدام الوظيفة مثل الورم الحبيبي المزمن	Enterobacteriaceae الأمعائيات
Oral Streptococci العقديات (عن طريق الفم)
Pseudomonas aeruginosa الزائفة الزنجارية
Enterococcus المكورة المعوية
Candida المبيضات
Aspergillus الرشاشيات
انعدام الطحال	الطحال	-استئصال الطحال
-الرض
-فقر الدم المنجلي	البكتيريا المغلفة بعديد السكريات مثل :
Pneumococcus المكورة الرئوية
Haemophilus influenza المستديمة النزلية
Meningococcus المكورة السحائية
أيضاً
Plasmodium المتصورة
Babesia البابيزيا
نقص المتمم	الجهاز المناعي المتمم	النقص الخلقي	Neisseria النيسيرية
Streptococcus pneumonia العقدية الرئوية

## نقص المناعة الأولي والثانوي
إن نقص المناعة الأولي يكون عندما تنشأ المشكلة في جهاز المناعة نفسه بينما نقص المناعة الثانوي ينشأ عند حدوث خلل في جزء آخر داعم للجهاز المناعي أو نتيجة لعامل خارجي يؤدي إلى انخفاض في كفاءة الجهاز المناعي

### نقص المناعة الأولي
تنشأ نتيجة الطفرات الجينية أو التعدد الشكلي أو التعدد الجيني
الطفرات ونقص المناعة
عرف حتى الآن أكثر من 100 طفرة تؤدي إلى نقص المناعة وهناك الكثير من الطفرات التي تؤدي إلى العوز المناعي الشديد المركب الذي هو مجموعة من الاضطرابات الذي تؤثر في الخلايا التائية والبائية فالعوز المناعي الشديد المركب هو أكثر أنواع نقص المناعة الأولي خطورة حيث يتم تشخيصه لدى الأطفال بوجود خلل في الخلايا البائية والتائية مما يؤدي إلى إصايتهم بالأمراض في الأسابيع الأولى من حياتهم كما يتميز الطفل المصاب بالعوز المناعي الشديد المركب بعدم النمو والإسهال بالإضافة إلى ظهور الحبوب غير الطبيعية كما يتميز بانخفاض عدد الخلايا الليمفاوية لديه (أقل من مليار لكل لتر) أما فيما يتعلق بنقص الأجسام المضادة فهو يحدث لاحقاً في حياة الطفل وذلك لأن الطفل يولد مسلحا بالأجسام المضادة الموجودة لديه من الأم .
يتمثل نقص المناعة الأولى بمجموعة من الأمراض النادرة الحدوث التي تزيد فيها حساسية الشخص للإصابة بالأمراض وعادة ما تظهر هذه الأمراض في الطفولة فنقص المناعة الاولي يسمى أحياناً بنقص المناعة الخلقي والعديد من أمراضه تُعد وراثية فهو يورث إما عن طريق كروموسوم جسمي متنحي أو على الكرموسوم اكس، أما فيما يتعلق بعلاج نقص المناعة الأولي فهو يعتمد بالدرجة الأولى على طبيعة الخلل وقد يتضمن إعطاء الأجسام المضادة أو الاستخدام الطويل للمضادات الحيوية وفي بعض الحالات قد يتطلب زراعة الخلايا الجذعية

### نقص المناعة الثانوي
يطلق على نقص المناعة الثانوي نقص المناعة المكتسب وينتج إما بسبب فيروس نقص المناعة البشري لتناول -وهو الأكثر أهمية- أو نتيجة بعض المثبطات لجهاز المناعة والتعرض للعلاج الكيميائي وعند الصغار جدا والكبار أو نتيجة لسوء التغذية .
ملاحظة : تثبيط المناعة مصطلح يطلق على تقليل فعالية جهاز المناعة سواء كان لذلك أثراً ايجابيا نفعياً أو غير ذلك من الآثار السيئة الجانبية غير المرغوب فيها بينما نقص المناعة هو مصطلح يطلق فقط على الأثر السلبي لتقليل فعالية الجهاز المناعي وما ينتج عنه من زيادة الحساسية للإصابة بالأمراض
هناك الكثير من الأمراض التي تؤدي بشكل مباشر أو غير مباشر إلى تثبيط المناعة مثل الكثير من أنواع السرطان خاصة المتعلقة بالدم والنخاع العظمي مثل الورم النقوي المتعدد وسرطان الدم (اللوكيميا) وسرطان اللمف ومجموعة من الأمراض المزمنة .
إن نقص المناعة هو أحد العلامات المميزة في مرض متلازمة نقص المناعة المكتسبة (الإيدز) الذي ينتج عن فيروس نقص المناعة البشري HIV الذي يصيب الخلايا التائية المساعدة مباشرة كما يضعف استجابة الجهاز المناعي بشكل غير مباشر .